# Claopodium leskeoides
Claopodium leskeoides là một loài Rêu trong họ Thuidiaceae. Loài này được (Broth. & Paris) Broth. mô tả khoa học đầu tiên năm 1925.